# Cerradomäuse
Die Cerradomäuse (Cerradomys) sind eine in Südamerika verbreitete Nagetiergattung in der Gruppe der Neuweltmäuse.

## Taxonomie
Die Arten der Gattung wurden bis zum Jahr 2006 in die Gruppe der Reisratten (Oryzomys) eingeordnet. Die Neueinteilung erfolgte infolge genetischer Untersuchungen. Weiterhin besitzen die Mitglieder der Cerrado-Mäuse gemeinsame Merkmale an den Ballen der Hinterfüße, die sie von Reisratten unterscheiden. Der wissenschaftliche Gattungsname bezieht sich auf die Savannenlandschaft Cerrado, in der die Gattungsvertreter leben.

## Merkmale
Die Haare der Oberseite besitzen rotbraune und gelbbraune Abschnitte, was ein gesprenkeltes Aussehen erzeugt. Je nach Art ist der Übergang zum hellgrauen bis weißlichen Fell der Unterseite deutlich oder nicht. Bei allen Arten sind die unterseitigen Haare nahe der Wurzel dunkelgrau. Der Kopf ist durch kleine Ohren und mittellange Vibrissen gekennzeichnet. Ein weiteres Merkmal sind die langen Haarbüschel an den Zehen, welche die Krallen bedecken. Im Gegensatz zu den Reisratten bildet die Muskelwulst Hypothenar einen deutlichen Ballen. Bei den Arten ist der Schwanz länger als die Kopf-Rumpf-Länge und oberseits mehr oder weniger dunkler. Die Eichel des männlichen Penis ist anders als bei verwandten Nagetieren geformt.
Die Cerradomäuse erreichen eine Kopf-Rumpf-Länge von 118 bis 185 mm und eine Schwanzlänge von 129 bis 210 mm. Bei einigen Arten ist der Kopf anders als der Körper gefärbt.

## Arten und Verbreitung
- Die Maracaju-Cerradomaus (Cerradomys maracajuensis) lebt in Zentral-Brasilien, Bolivien und Paraguay.
- Die Marinho-Cerradomaus (Cerradomys marinhus) ist nur aus dem Nationalpark Grande Sertão Veredas und dessen Umgebung nordöstlich von Brasilia bekannt.
- Die Lindberg-Cerradomaus (Cerradomys scotti) hat ein ähnliches Verbreitungsgebiet wie die Maracaju-Cerradomaus.
- Die Gelbliche Cerradomaus (Cerradomys subflavus) kommt im Osten Brasiliens vor.
- Langguth-Cerradomaus (Cerradomys langguthi)
- Vivo-Cerradomaus (Cerradomys vivoi)
- Akroá-Cerradomaus (Cerradomys akroai)
- Goytaca-Cerradomaus (Cerradomys goytacai)

Diese Tiere halten sich in feuchten Wäldern, in Galeriewäldern und in Baumsavannen auf. Da keine Bedrohungen vorliegen listet die IUCN alle vier Arten als nicht gefährdet (least concern).